# Лол Толгерст
Лоуренс Ендрю Толгерст (англ. Laurence Andrew Tolhurs; нар. 3 лютого 1959) — англійський музикант, автор пісень, продюсер і письменник. Був одним із засновників гурту The Cure, в якому спочатку грав на барабанах, а потім перейшов на клавішні. Він покинув The Cure у 1989 році і згодом заснував гурти Presence та Levinhurst. Він також опублікував дві книги та розробив подкаст Curious Creatures, що призвело до співпраці з Budgie та Джекніфом Лі та випуску альбому Los Angeles у 2023 році.